# Родригес, Марина (боец)
Мари́на Алка́лди Родри́гес (порт. Marina Alcalde Rodriguez, род. 29 апреля 1989 года, Баже, штат Риу-Гранди-ду-Сул, Бразилия) — бразильский боец смешанных единоборств, известна по выступлениями в Ultimate Fighting Championship (UFC) в женской минимальной весовой категории.

## Биография
Марина Родригес родилась в городе Баже, расположенном в штате Риу-Гранди-ду-Сул, самом южном штате Бразилии. У нее есть два брата, Габриэль и Роберто, из которых последний является двукратным золотым призером Панамериканских игр по плаванию. В юности Родригес играла в футбол, волейбол, баскетбол и гандбол. Работая графическим дизайнером и устав от отсутствия физических нагрузок на работе, она начала искать способ сбросить набранный вес и познакомилась со своим нынешним тренером Марсиу Малку. В 2013 году под его руководством она стала заниматься тайским боксом (муай-тай) в местной академии «Thai Brasil Floripa» и вскоре после этого начала участвовать в любительских боях.

## Карьера в смешанных единоборствах

### Ранняя карьера
Родригес начала свою профессиональную карьеру в ММА в 2015 году, сражалась в основном в Бразилии и набрала рекорд 9–0, прежде чем ей представилась возможность участвовать в бразильской версии Претендентской серии Дэйны Уайта.

### Претендентская серия Дэйны Уайта
11 августа 2018 года Родригес появилась в программе шоу «Dana White's Contender Series Brazil 2», являющимся бразильской версией Претендентской серии Дэйны Уайта, где она встретилась с Марией Оливейрой. Родригес выиграла бой техническим нокаутом в первом раунде и в качестве награды за эффектное выступление получила контракт с UFC.

### Ultimate Fighting Championship
Родригес дебютировала в UFC 22 сентября 2018 года против опытной Ранды Маркос (8-6 MMA, 4-5 UFC) на турнире UFC Fight Night: Сантус vs. Андерс. В ходе упорного и равного поединка инициатива переходила от одной участницы к другой и в конечном итоге победитель так и не был выявлен – решением большинства судей была зафиксирована ничья (29–28, 28–28, 28–28).
Её следующий бой должен был состояться 2 февраля 2019 года против мексиканки Алексы Грассо (10-2 MMA, 2-2 UFC) на турнире UFC Fight Night: Ассунсао vs. Мораис 2. Однако, из-за травмы руки у Родригес бой был перенесён на два месяца позже на турнир UFC on ESPN: Барбоза vs. Гейджи, запланированный на 30 марта 2019 года. В свою очередь, за неделю до боя уже Грассо снялась из-за травмы и была заменена на ветерана смешанных единоборств бывшую чемпионку WSOF мексиканку Джессику Агилар, неудачно выступавшую в UFC (29-7 MMA, 1-3 UFC). Родригес в доминирующем стиле, нанеся большой урон сопернице, выиграла бой единогласным решением судей (29–26, 29–27, 29–27).
10 августа 2019 года Родригес встретилась с проигравшей три последних поединка Тишей Торрес (10-4 MMA, 6-4 UFC) на турнире UFC Fight Night: Шевченко vs. Кармуш 2. Она уверенно выиграла бой единогласным решением судей (30–27, 30–27, 30–26).
7 декабря 2019 года Родригес встретилась с Синтией Кальвильо (8-1 MMA, 5-1 UFC), заменив травмированную Клаудию Гаделью, на турнире UFC on ESPN: Оверим vs. Розенстрайк. На взвешивании Кальвильо превысила допустимый лимит женской минимальной весовой категории на 4,5 фунта. Кальвильо была оштрафована на 30% ее бойцовского гонорара в пользу Родригес, а бой проходил в промежуточном весе (120,5 фунтов). После трех раундов боя поединок закончился ничьей решением большинства судей (29–28, 28–28, 28–28).
Организаторы запланировали бой между Родригес и её соотечественницей Клаудией Гадельей на турнире UFC Fight Night: Херманссон vs. Вайдман, который планировался к проведению 2 мая 2020 года. Однако, из-за эпидемии COVID-19 и связанных с ней транспортных ограничений на территории США, участие бразильских спортсменов стало невозможным и бой отменили. В дальнейшем и проведение самого турнира было отменено из-за введённых ограничений на спортивные мероприятия с участием зрителей.
Ожидалось, что 15 июля 2020 года Родригес сразится с Карлой Эспарсой (16-6 MMA, 7-4 UFC) на турнире UFC on ESPN: Каттар vs. Иге. Однако бой был отменен после того, как один из секундантов Родригес сдал положительный тест на COVID-19. Пара встретилась неделей позже на UFC on ESPN: Уиттакер vs. Тилл, который проводился 26 июля 2020 года. Для Родригес этот бой закончился первым в её профессиональной карьере поражением. Она проиграла раздельным решением судей (28–29, 29–28, 30–27).
24 января 2021 года Родригес встретилась с идущей на серии из пяти побед Амандой Рибас (10-1 MMA, 4-0 UFC), заменив Мишель Уотерсон, на турнире UFC 257. Родригес эффектно выиграла бой техническим нокаутом во втором раунде. Эта победа принесла ей первую в карьере UFC награду «Выступление вечера».
8 мая 2021 года в качестве первого боя в рамках своего нового контракта Родригес на пару с Мишель Уотерсон впервые в карьере возглавила турнир UFC on ESPN: Родригес vs. Уотерсон. Поединок был организован на коротком уведомлении взамен ранее запланированного заглавного события и из-за этого проходил в наилегчайшем весе. Родригес выиграла бой единогласным решением судей (48–47, 49–46, 49–46).
9 октября 2021 года Родригес встретилась с Маккензи Дерн на турнире UFC Fight Night: Дерн vs. Родригес, став хедлайнером второй турнир подряд Она выиграла бой единогласным решением судей (49–46, 49–46, 49–46). Обе участницы получили за этот поединок награду «Лучший бой вечера».
5 марта 2022 года Родригес встретилась с Янь Сяонань на турнире UFC 272. В близком бою Родригес одержала победу раздельным решением судей (29–28, 28–29, 29–28).
5 ноября 2022 года Родригес встретилась с соотечественницей Амандой Лемус на турнире UFC Fight Night: Родригес vs. Лемус, возглавив третий турнир UFC в своей карьере. В этом бою Родригес потерпела своё второе поражение в карьере и первое поражение нокаутом после того, как в начале 3-го раунда Лемус потрясла прижатую к клетке Родригес серией боковых ударов руками и судья остановил поединок, зафиксировав технический нокаут.

## Титулы и достижения
Ultimate Fighting Championship
- Обладательница премии «Лучший бой вечера» (1 раз) против Маккензи Дерн[29]
- Обладательница премии «Выступление вечера» (1 раз) против Аманды Рибас[23]

## Статистика выступлений в MMA
| Боёв 25  | Побед 17 | Поражений 6 |
| -------- | -------- | ----------- |
| Нокаутом | 7        | 2           |
| Сдачей   | 1        | 0           |
| Решением | 9        | 4           |
| Ничьи    | 2        | 2           |

| Результат  | Рекорд | Соперник           | Способ                           | Турнир                                        | Дата             | Раунд | Время | Место                                    | Примечание                                          |
| ---------- | ------ | ------------------ | -------------------------------- | --------------------------------------------- | ---------------- | ----- | ----- | ---------------------------------------- | --------------------------------------------------- |
| Поражение  | 17-6-2 | Джиллиан Робертсон | TKO (удары)                      | UFC on ESPN: Сэндхэген vs. Фигейреду          | 3 мая 2025       | 2     | 2:07  | Де-Мойн, Айова, США                      | После боя объявила о завершении карьеры             |
| Поражение  | 17-5-2 | Жасмин Лусинду     | Раздельное решение               | UFC 307                                       | 5 октября 2024   | 1     | 3:19  | Солт-Лейк-Сити, Юта, США                 |                                                     |
| Поражение  | 17-4-2 | Жессика Андради    | Раздельное решение               | UFC 300                                       | 13 апреля 2024   | 3     | 5:00  | Лас-Вегас, Невада, США                   |                                                     |
| Победа     | 17-3-2 | Мишель Уотерсон    | ТКО (удары)                      | UFC Fight Night: Физиев vs. Гамрот            | 23 сентября 2023 | 2     | 2:42  | Лас-Вегас, Невада, США                   | «Выступление вечера» (2)                            |
| Поражение  | 16–3–2 | Вирна Яндироба     | Единогласное решение             | UFC 288                                       | 6 мая 2023       | 3     | 5:00  | Ньюарк, Нью-Джерси, США                  |                                                     |
| Поражение  | 16-2-2 | Аманда Лемус       | ТКО (удары)                      | UFC Fight Night: Родригес vs. Лемус           | 5 ноября 2022    | 3     | 0:54  | Лас-Вегас, Невада, США                   |                                                     |
| Победа     | 16-1-2 | Янь Сяонань        | Раздельное решение               | UFC 272                                       | 5 марта 2022     | 3     | 5:00  | Лас-Вегас, Невада, США                   |                                                     |
| Победа     | 15-1-2 | Маккензи Дерн      | Единогласное решение             | UFC Fight Night: Дерн vs. Родригес            | 9 октября 2021   | 5     | 5:00  | Лас-Вегас, Невада, США                   | «Лучший бой вечера» (1)                             |
| Победа     | 14-1-2 | Мишель Уотерсон    | Единогласное решение             | UFC on ESPN: Родригес vs. Уотерсон            | 8 мая 2021       | 5     | 5:00  | Лас-Вегас, Невада, США                   | Бой в наилегчайшем весе                             |
| Победа     | 13-1-2 | Аманда Рибас       | ТКО (удар локтем и добивание)    | UFC 257                                       | 23 января 2021   | 2     | 0:54  | Абу-Даби, Абу-Даби ОАЭ                   | «Выступление вечера» (1)                            |
| Поражение  | 12-1-2 | Карла Эспарса      | Раздельное решение               | UFC on ESPN: Уиттакер vs. Тилл                | 25 июля 2020     | 3     | 5:00  | Абу-Даби, Абу-Даби ОАЭ                   |                                                     |
| Ничья      | 12-0-2 | Синтия Кальвильо   | Решение большинства              | UFC on ESPN: Оверим vs. Розенстрайк           | 7 декабря 2019   | 3     | 5:00  | Вашингтон, США                           | Бой в промежуточном весе (Кальвильо не сделала вес) |
| Победа     | 12-0-1 | Тиша Торрес        | Единогласное решение             | UFC Fight Night: Шевченко vs. Кармуш 2        | 10 августа 2019  | 3     | 5:00  | Монтевидео, Монтевидео, Уругвай          |                                                     |
| Победа     | 11-0-1 | Джессика Агилар    | Единогласное решение             | UFC on ESPN 2: Барбоза vs. Гейджи             | 30 марта 2019    | 3     | 5:00  | Филадельфия, Пенсильвания, США           |                                                     |
| Ничья      | 10-0-1 | Ранда Маркос       | Решение большинства              | UFC Fight Night: Сантус vs. Андерс            | 22 сентября 2018 | 3     | 5:00  | Сан-Паулу, Сан-Паулу, Бразилия           |                                                     |
| Победа     | 10-0   | Мария Оливейра     | ТКО (удары)                      | Dana White's Contender Series Brazil 2        | 11 август 2018   | 1     | 3:03  | Лас-Вегас, Невада, США                   |                                                     |
| Победа     | 9-0    | Наталия Силва      | Единогласное решение             | Thunder Fight 14                              | 16 декабря 2017  | 3     | 5:00  | Сан-Паулу, Сан-Паулу, Бразилия           |                                                     |
| Победа     | 8-0    | Аманда Торрес      | Единогласное решение             | Shooto Brazil 79                              | 10 декабря 2017  | 3     | 5:00  | Рио-де-Жанейро, Рио-де-Жанейро, Бразилия |                                                     |
| Победа     | 7-0    | Самара Сантус      | Единогласное решение             | Fight 2 Night 2                               | 28 апреля 2017   | 3     | 5:00  | Фос-ду-Игуасу, Парана, Бразилия          |                                                     |
| Победа     | 6-0    | Паула Виейра       | ТКО (удары)                      | Curitiba Top Fight 10                         | 24 февраля 2017  | 1     | 4:50  | Куритиба, Парана, Бразилия               |                                                     |
| Победа     | 5-0    | Ванесса Гимараис   | Болевой (удушение треугольником) | Aspera FC 41                                  | 9 июля 2016      | 2     | 1:47  | Сан-Жозе, Санта-Катарина, Бразилия       |                                                     |
| Победа     | 4-0    | Марсия Оливейра    | ТКО (удары)                      | Floripa Fight Championship: The Big Challenge | 4 июня 2016      | 1     | 1:42  | Флорианополис, Санта-Катарина, Бразилия  |                                                     |
| Победа     | 3-0    | Каролини Силва     | ТКО (удар коленом и добивание)   | Aspera FC 33                                  | 19 марта 2016    | 2     | 0:47  | Сан-Жозе, Санта-Катарина, Бразилия       |                                                     |
| Победа     | 2-0    | Каролини Силва     | Единогласное решение             | Aspera FC 24                                  | 12 сентября 2015 | 3     | 5:00  | Сан-Жозе, Санта-Катарина, Бразилия       |                                                     |
| Победа     | 1-0    | Силвания Монтейру  | ТКО (отказ продолжать бой)       | Sao Jose Super Fight 6                        | 28 марта 2015    | 1     | 5:00  | Сан-Жозе, Санта-Катарина, Бразилия       |                                                     |
| Источники: |        |                    |                                  |                                               |                  |       |       |                                          |                                                     |